# 敷島級戰艦

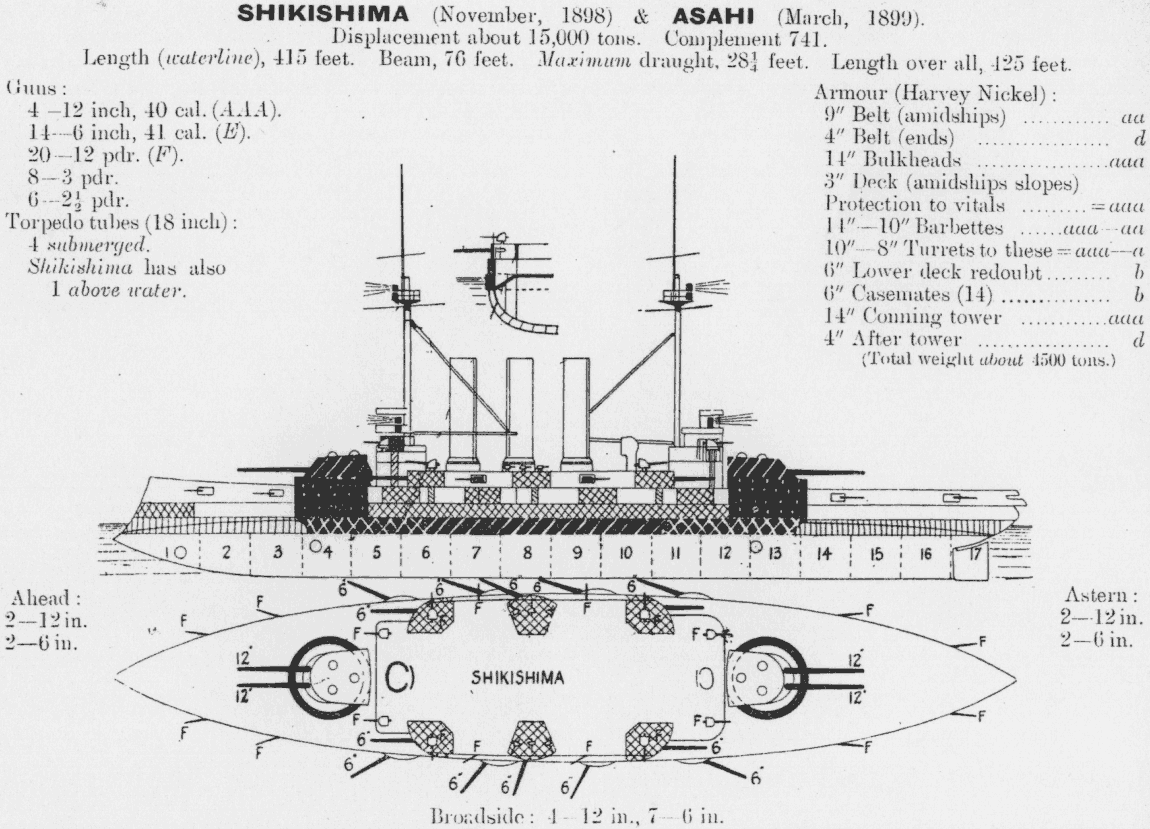
於1906年版詹氏海軍年鑑的要目
圖中為敷島及朝日

敷島級戰艦（しきしまがたせんかん）是日本海軍的戰艦，在英國設計和建造。 同級艦為「敷島」、「朝日」、「初瀨」、「三笠」共4艘。本級是日本海軍在甲午戰爭後為對抗俄羅斯海軍而在英國訂購的戰艦，並在1900年至1902年間陸續竣工。敷島級戰艦為當時世界最大的戰艦。（再者，有資料將朝日、三笠作為準同級艦，她們有共同的規格，但是它有一個完全不同的設計。）

## 背景
在甲午戰爭中的作戰經驗令日本海军认清了绿水学派海軍哲學的弱点，并开始采购最新的戰艦以現代化其艦隊。與早先富士級戰艦一樣，日本缺乏技術和能力建造自己的戰艦，并且再次依賴英國。敷島和朝日在1896年被訂購，初瀨則在1897年。

## 概要
航速為18節多少比富士級低下。
四艘艦共同參加日俄戰爭。「初瀨」在1904年5月15日於旅順港外觸雷沈沒，而其餘3隻則參加了黃海海戰、對馬海峽海戰。其後「三笠」成為紀念艦、「敷島」為練習艦、「朝日」為工作艦並參加太平洋戰爭。「朝日」在1942年5月26日被美軍潛水艇擊沈，而「敷島」在終戰時於海軍仍然在籍。
現在展示的「三笠」在太平洋戰爭後，因受美國士兵破壞、掠奪了其備品及裝備等，所以現在所見到的砲塔及煙突等均為複製品，並不是當時的物件。

## 設計
本級的設計是英國皇家海軍的莊嚴級戰艦改良型而成。滿載噸位16,000噸，莊嚴級戰艦是作為主力艦以建造，因而是當時莊嚴類船在他們的建築之時是最大和最先進的。

### 兵裝
主砲與副砲與富士級戰艦同為連裝40口徑30.5厘米砲與單裝40口徑15.2厘米砲。本級配備2座主砲與14座副砲，副砲被廣泛地安置在甲板去抵抗魚雷艇攻擊，萬一被單一命中亦不會破壞超過一個。甲板上的砲與砲臺是附連的，其他軍備包括了20座40口徑7.6厘米單裝砲和12座47毫米單裝砲。本級配備白頭魚雷(Whitehead Torpedoes)，1門45厘米水上魚雷發射管和4門45厘米水中魚雷發射管。

### 裝甲
本級的舷側裝甲使用229毫米厚的變薄至上部船身和艦首艦尾的152毫米的哈威鋼（哈威・鎳鋼）。甲板裝甲厚76毫米，主炮附近254毫米和艦橋附近127毫米。此厚度為富士級一半的裝甲厚度因為防御力強化，再者四號艦「三笠」是使用克虜伯鋼（克虜伯・鎳鉻鋼）而比其他3隻的防御力更為強化。

### 航速
本級使用2座2軸的往復式引擎，產生14,500馬力，預設17節，在試驗中敷島18.7節。然而，不同於並排的煙窗，本級的三個煙窗沿中心線的排列。（朝日、三笠只有兩個煙窗。）

## 同級艦
| 船名 | 製造廠             | 建造時間                      | 服役時間                      | 結局                  | 圖片 |
| ---- | ------------------ | ----------------------------- | ----------------------------- | --------------------- | ---- |
| 敷島 | 英國泰晤士鐵工所   | 1897年3月29日～1898年11月1日  | 1900年1月26日～1948年1月18日  | 1948年當作廢料處分    |      |
| 朝日 | 英國約翰·布朗船廠  | 1897年8月18日～ 1899年3月13日 | 1900年4月28日～ 1942年5月26日 | 1942年5月26日沈沒     |      |
| 初瀬 | 英國阿姆斯壯造船廠 | 1898年1月10日～ 1899年6月27日 | 1901年1月18日 ～1904年5月15日 | 1904年5月15日觸雷沈沒 |      |
| 三笠 | 英國巴洛造船廠     | 1899年1月24日～1900年11月8日  | 1902年3月1日～1923年9月20日   | 1926年成為紀念艦保存  |      |

## 相關項目
- 大日本帝國海軍艦艇列表